# Apium prostratum
Faux persil de Corniche
Espèce
Apium prostratum, le Faux persil de Corniche, est une espèce de plantes à fleurs de la famille des Apiaceae et du genre Apium. C'est une plante herbacée commune sur les côtes maritimes des pays subtropicaux, tempérés et froids de l’hémisphère Sud, notamment en Patagonie, au sud de l'Australie et en Nouvelle-Zélande.
C'est une ombellifère très proche du céleri. Sa comestibilité est connue depuis le XVIe siècle des marins explorateurs européens. Son usage fut notamment salutaire pour lutter contre le scorbut lors des grandes traversées des océans. C'est une plante aux ombelles blanches qui présente un port érigé ou étalé, est aromatique, charnue et ornée de feuilles pennées aux pétioles souvent violacés. 

## Description

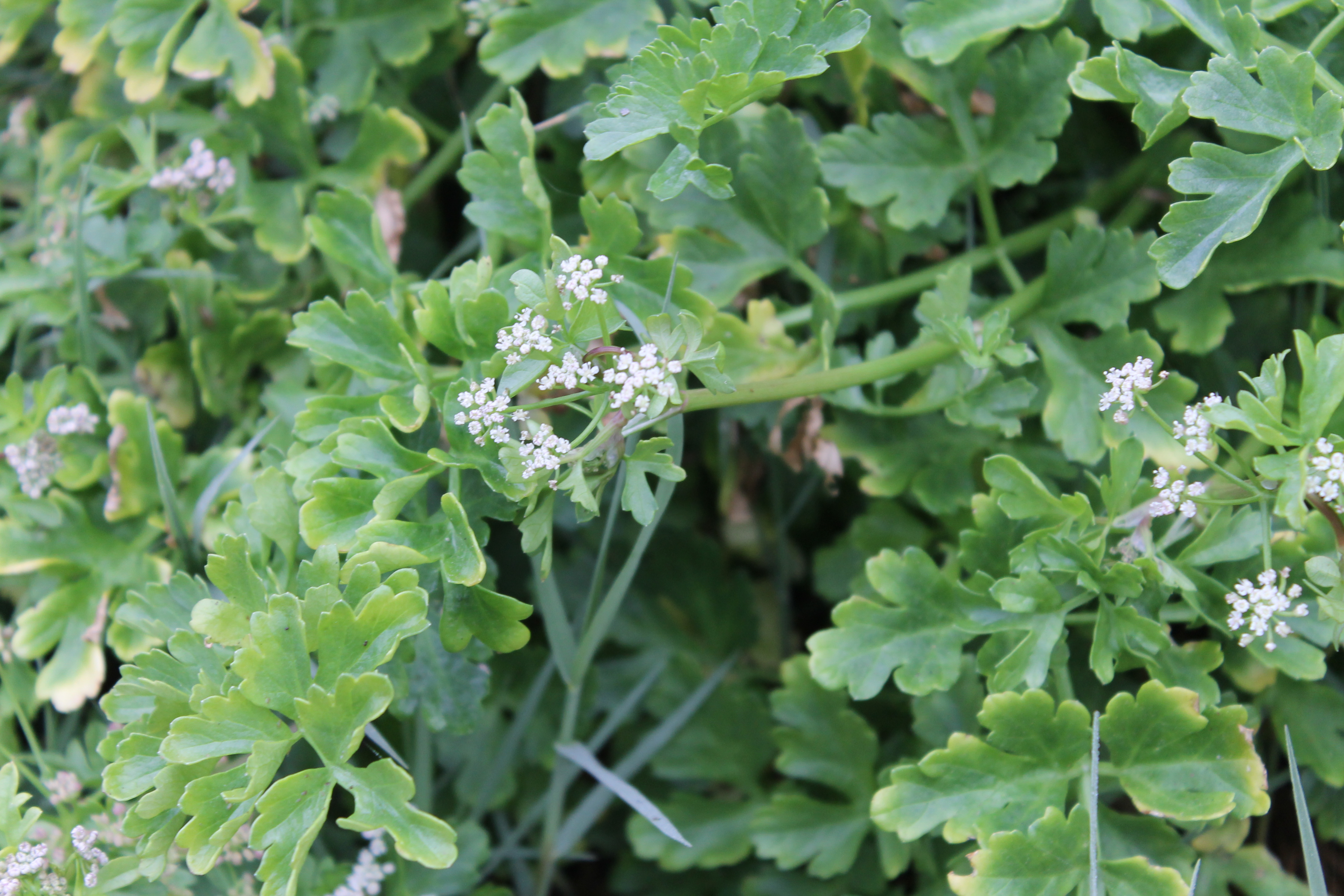
Apium prostratum subsp. prostratum (Valparaiso, Chili).

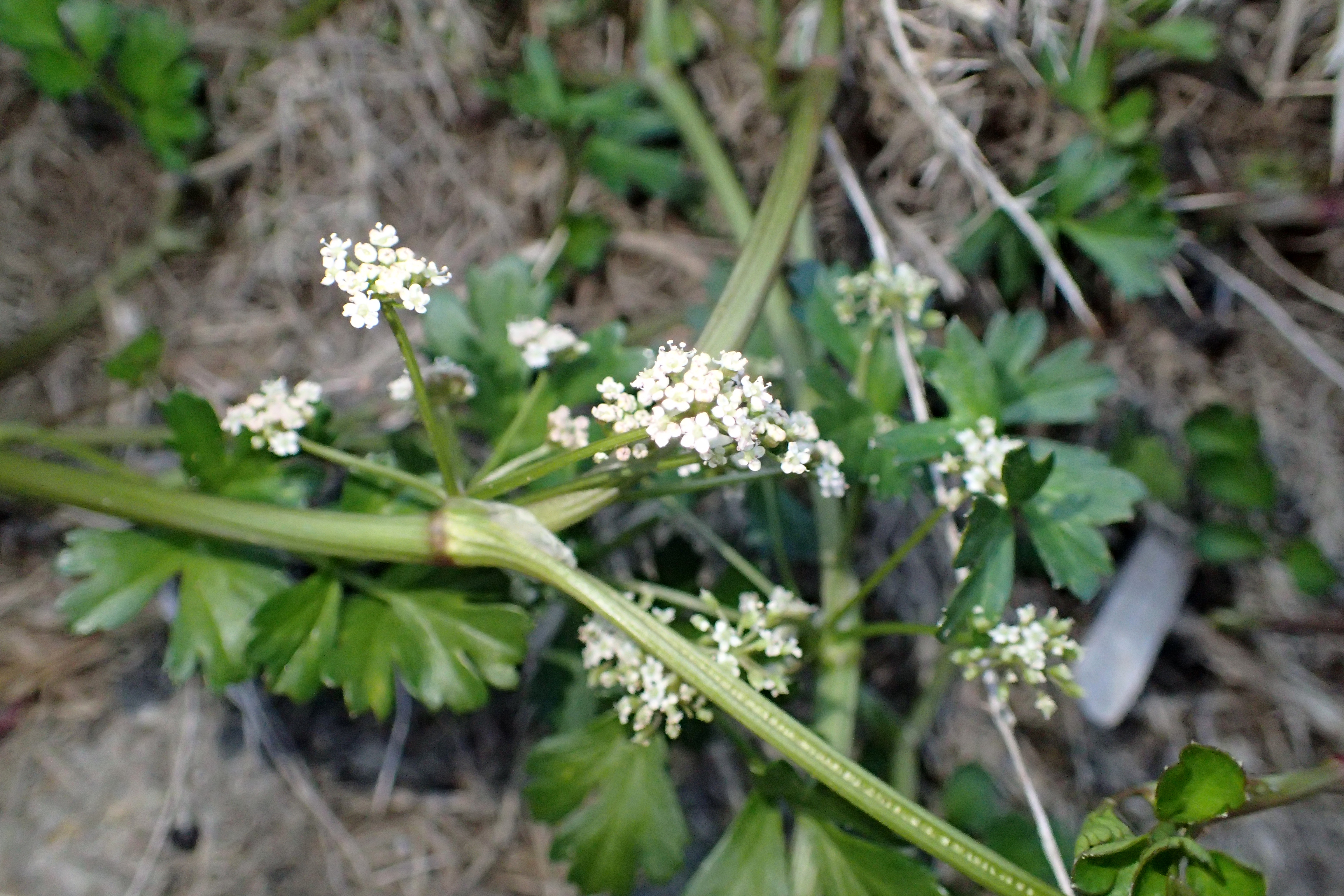
Apium prostratum var. filiforme (Nouvelle-Zélande).

Apium prostratum est une plante herbacée bisannuelle ou vivace et robuste. Elle est érigée ou prostrée et mesure de 0,5 à 1 m de haut. Ses tiges sillonnées portent des feuilles plus ou moins charnues.
Les feuilles basales oblong-elliptique, mesurent de 8 à 15 cm de long pour 3 à 6 cm de large. Elles sont pennées, divisées en 5 à 9 folioles pétiolées ou sessiles, largement ovale, mesurant de 1 à 3 cm de long, irrégulièrement dentées, lobées et profondément incisées et veinées. Le pétiole qui mesure de 5 à 25 cm de long est violacé et entouré d'une gaine bien visible. Les feuilles caulinaires sont peu nombreuses, mineures vers l'apex.
Les ombelles terminales et axillaires sont munies de pédoncules de 5 à 10 cm de long, de 5 à 15 rayons inégaux de 1 à 4 cm de long ornés d'ombellules composées de 8 à 10 fleurs blanches ou roses.
Les fruits sont des schizocarpes globuleux et mesurent de 1,5 à 2 mm de large pour 2 à 2,5 mm de long. Parfois violacés dans leur jeunesse, ils présentent des côtes primaires proéminentes, arrondies et liégeuses.
Apium prostratum subsp. prostratum, la sous-espèce type, présente un port élevé et des ombelles pédonculées alors que les autres sous-espèces se différencient par un port étalé, des feuilles plus petites et des ombelles sessiles,.

## Distribution et écologie

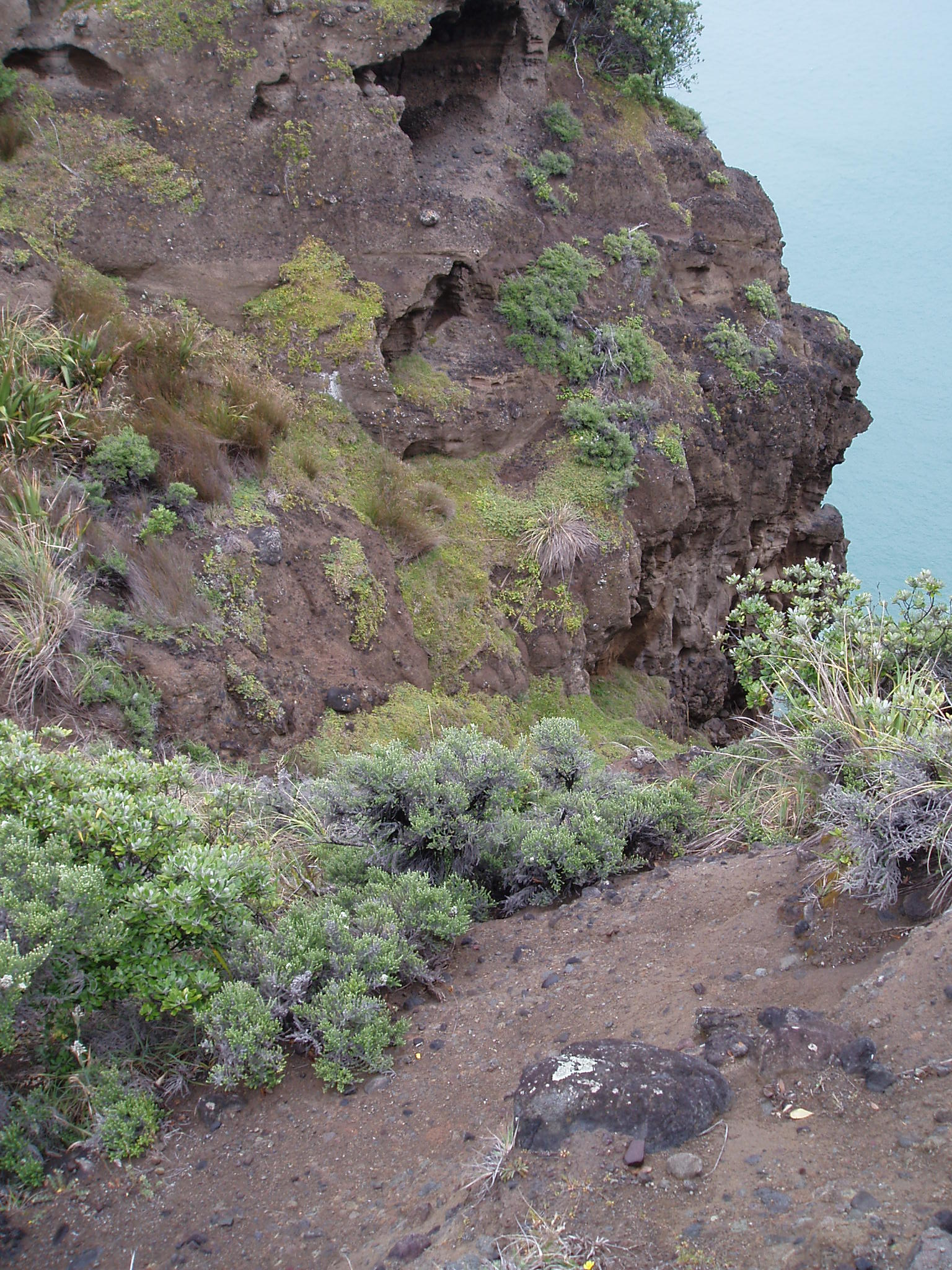
Apium prostratum var. filiforme (Nouvelle-Zélande).

Apium prostratum est présent le long des côtes des continents de l'hémisphère Sud : notamment en Patagonie y compris les îles Falkland, au Chili et en Argentine, entre 0 et 200 m d'altitude ; au sud du Brésil et en Uruguay, dans quelques petites îles : sur l'archipel Tristán de Acuña dans l'océan Atlantique, sur l'archipel Juan Fernández, l'île de Pâques, les îles Desventuradas, l'île de Pitcairn et les îles Australes dans l'océan Pacifique ainsi que sur les îles St-Paul et Amsterdam dans l'océan Indien, ; sur le continent africain en Namibie et en Afrique du Sud ainsi que dans les régions subtropicales au Sud et au Sud-Est de l'Australie, en Nouvelle-Zélande, en Tasmanie ainsi que dans les îles Kermadec, les îles Chatham et les Îles des Antipodes.
L'espèce est également présente dans l’État de Washington sur la côte ouest des États-Unis où elle est considérée comme invasive.
Comme Apium graveolens à l'origine du céleri cultivé, Apium prostratum est une espèce halophile qui pousse sur les plages et les falaises basses en bord de mer et dans les zones boisées humides. Elle peut être abondante, notamment dans la Terre de Feu, au sein de l'embouchure des rivières et sur les amas de coquilles.
En Patagonie, Apium prostratum fleurit et fructifie en été et en automne, de décembre à avril.

## Sous-espèces et variétés

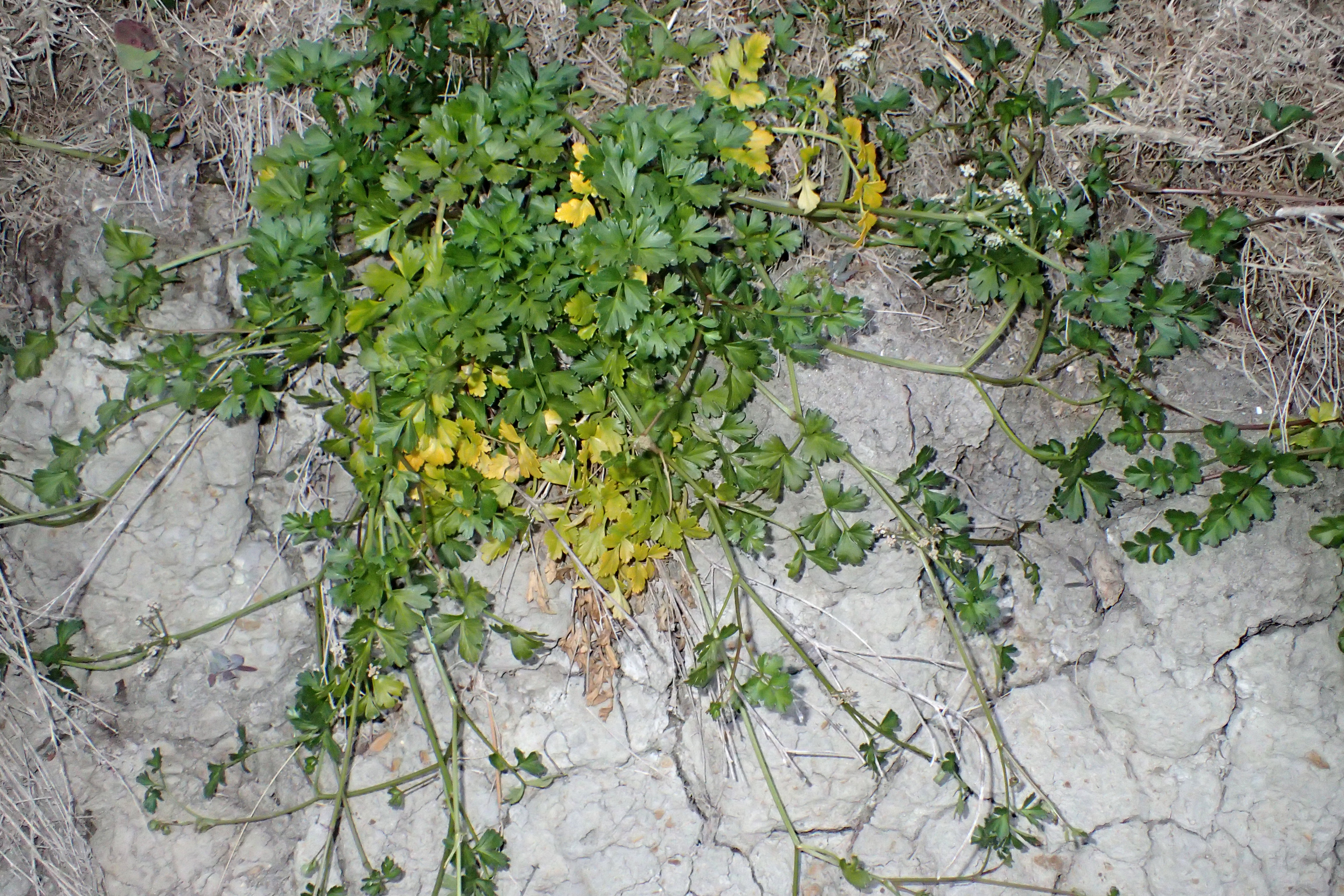
Apium prostratum var. filiforme (Nouvelle-Zélande).

Dans une révision du genre Apium en Australasie de 1979, Philip S. Short sépare un certain nombre de formes de l'espèce Apium prostratum, très répandue et variable, en trois sous-espèces et deux variétés basées principalement sur la morphologie des feuilles,,. Une autre sous-espèce est décrite en 2020 à partir d'une  petite population australienne : 
- Apium prostratum subsp. prostratum. Sous-espèce type la plus répandue dans le monde[3],
  - Apium prostratum subsp. prostratum var. prostratum. Variété nominative aux feuilles fines présente sur le continent australien[3],
  - Apium prostratum subsp. prostratum var. filiforme (A.Rich.) Kirk. Cette variété, trapue, plus petite et aux larges folioles arrondies, est endémique de Nouvelle-Zélande. Elle s'oppose à la variété nominative prostratum provenant d'Australie et considérée comme invasive[3],[8] ;
- Apium prostratum subsp. denticulatum P.S.Short, 1979. Il s'agit d'une sous-espèce endémique des îles Chatham[4] qui présente de petites dents sur les bords de ses feuilles[3] ;
- Apium prostratum subsp. howense P.S.Short, 1979. Il s'agit d'une sous-espèce endémique de l'île Norfolk[4] aux feuilles très courtes et finement divisées[3] ;
- Apium prostratum subsp. phillipii G.J. Keighery, 2020. Il s'agit d'une sous-espèce endémique de la chaîne Porongurup en Australie-Occidentale. Originellement inscrite sur la liste de la flore menacée d'Australie occidentale sous le nom de Apium prostratum subsp. Porongurup Range (G.J. Keighery), elle diffère de la sous-espèce nominative par son port particulièrement érigé et élancé et par ses très grandes feuilles pouvant atteindre 15 cm de long très divisées avec jusqu'à 150 segments par feuille[7],[9].

## Taxonomie

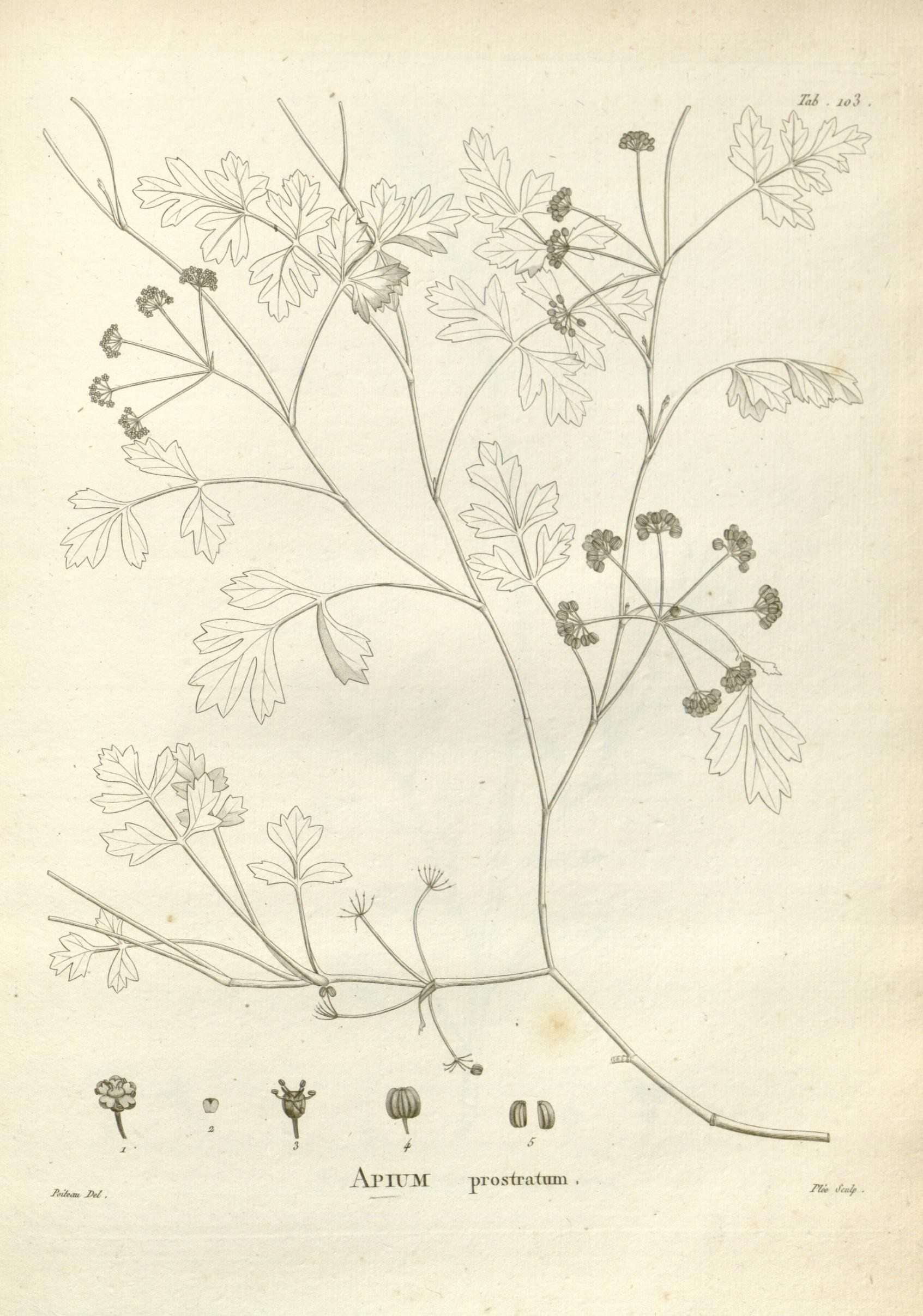
Apium prostratum, Nouvelle-Hollande (Australie). Illustration botanique de Jacques Labillardière, 1804.

### Synonymie
Selon Catalogue of Life (20 novembre 2022) :
- Apium australe Thouars
- Apium australe var. latisectum H. Wolff
- Apium dunicola Pontiroli
- Apium goughense Baker fil. & Wilkins
- Apium maclovianum Gand.
- Helosciadium australe (Hook. fil.) Bunge
- Helosciadium prostratum (Labill.) Bunge
- Petroselinum australe Hook. fil.
- Petroselinum prostratum (Labill.) DC.

### Apium australe
Flora argentina et les jardins botaniques royaux de Kew considèrent que le nom Apium australe est correct. Il regroupe les populations de Patagonie et de quelques îles du Pacifique et de l'Atlantique. Dans cette configuration, la variété Apium australe var. angustisectum H.Wolff, 1927, décrite depuis des spécimens du Brésil, est synonymisée avec Apium prostratum, les autres populations de cette espèce étant uniquement présentes au sud de l'Afrique et en Australasie.
Néanmoins, selon le catalogue des plantes vasculaires du Cône Sud, Catalogue of Life, l'INPN et Tropicos, l'ensemble de l'espèce Apium australe est synonymisé avec la sous-espèce type de Apium prostratum subsp. prostratum Labill., 1830 ou avec Apium prostratum.

### Noms vernaculaires
En Patagonie, l'espèce est nommée « Ouchoun » par les Fuégiens, « Apio » en espagnol. En Australasie, la plante est nommée par les Maoris « Tutae Koau ». En anglais, elle est connue sous le nom Sea parsley (persil de mer)  ou Sea celery (céleri de mer). En Nouvelle-Zélande, elle est nommée « Shore celery » (céleri des rivages).
En français, l'espèce est connue sous le nom « céleri sauvage » depuis le XVIe siècle avec la traduction française des écrits d'Antonio Pigafetta, le chroniqueur du voyage autour du monde de Magellan ; sans que ce nom ne soit spécifique. Le nom vernaculaire actuel et normalisé spécifiant précisément cette espèce est « Faux persil de corniche ».

## Usages

### Explorations maritimes

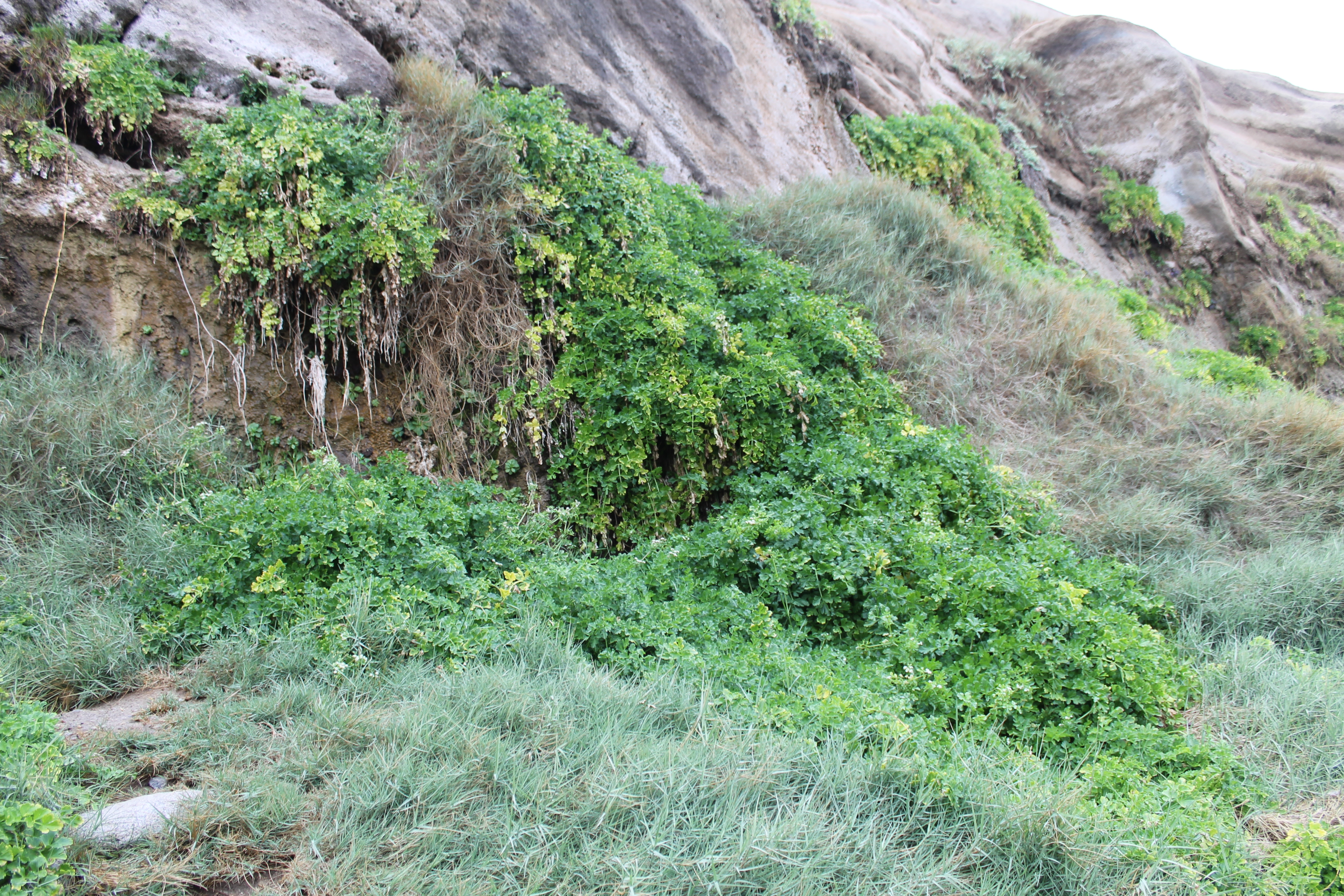
Apium prostratum subsp. prostratum (Valparaíso, Chili).

Avant les XVIIe et XVIIIe siècles, les conditions de vie à bord des navires sont très dures. Les marins subissent le froid, l'humidité, le manque d’eau potable, de vivres frais et d'hygiène. Ils mangent principalement de la viande séchée ainsi que des fruits et des biscuits secs. Ce régime alimentaire est la cause du scorbut, une des maladies mortelles les plus courantes lors des explorations maritimes de cette époque.
En 1520, lors de la première traversée de ce qui sera nommé le détroit de Magellan au sud de la Patagonie par le navigateur et explorateur Fernand de Magellan et son équipage, un des quatre bateaux, nommé San Antonio, manquant à l'appel, la caravelle la Victoria part à sa recherche. Durant leur attente, les deux autres navires font escale dans la Baie des Sardines. Les marins y découvrent des stations abondantes d'Apium prostratum qu'ils rapprochent du céleri européen. Ils en consomment les tiges et les feuilles fraîches et en font des conserves au vinaigre. Le San Antonio ayant déserté avec une grande partie des vivres, les trois navires restants continuent leur voyage sur un pari risqué. Durant la traversée de l'océan Pacifique qui suit, les marins souffrent gravement de faim, de soif. Cependant, contrairement à la majorité des explorations océaniques du XVIe siècle, très peu de marins meurent. Il s'avère que les neuf marins décédés de scorbut appartiennent tous à la Victoria, dont l'équipage n'a pas eu le temps de se nourrir correctement de céleri sauvage,,.
Durant les siècles suivants, cette plante dispose d'une bonne réputation auprès des marins en tant qu'aliment agréable fournissant un appoint utile à leurs repas frugaux,. Ce n'est que tardivement que les propriétés anti-scorbutiques de ce céleri sont révélées par sa richesse en vitamine C. En octobre 1769, en Nouvelle-Zélande, le capitaine Cook et son équipage consomment cette espèce à Botany Bay et la récoltent en vrac avec Lepidium oleraceum dans la Baie de la Pauvreté avec l'intention de se protéger du scorbut. Au XIXe siècle, les explorateurs de la Coquille de Dumont d'Urville en font par exemple une consommation journalière lors de leur voyage en Nouvelle-Zélande.

### Usages par les autochtones et les colons européens
Dans son célèbre journal écrit pendant son voyage à bord du Beagle, le naturaliste Charles Darwin évoque le Céleri sauvage. Le 25 décembre 1832, alors qu'il se trouve à l'extrémité de la Terre de feu, il aperçoit cette plante poussant abondamment sur les tas de débris de coquillages que les Fuégiens jettent autour de leurs wigwams, un habitat temporaire nomade. Selon lui, ces personnes n'en auraient pas découvert l'usage alimentaire.
En Australie et en Nouvelle-Zélande, les Maoris comme les colons européens consomment les feuilles et les racines de ce céleri sauvage comme aliment courant ou comme appoint lors des périodes de disette,,.

### Usages modernes
Aux XXe et XXIe siècles, la plante est utilisée en Australasie en tant que légume et aromate. Les jeunes pousses et les tiges sont blanchies et consommées cuites. Les graines sont ajoutées aux biscuits, aux soupes et au pain. Les feuilles sont ajoutées aux plats salés, aux soupes, aux ragoûts et aux salades. Les feuilles séchées sont utilisées dans des mélanges d'épices. La variété filiforme est considérée comme plus appétissante,.

## Culture
Apium prostratum est cultivé comme légume autour d'Albany, en Australie occidentale.
A. prostratum ssp. prostratum var. filiforme est remarquablement résistant face à l'herbivorie des chenilles de la Noctuelle exiguë. Cette résistance, bien plus importante que celle des cultivars de céleri A. graveolens, est due à une grande concentration en furanocoumarines dans les pétioles et surtout dans les feuilles, accompagnée de bergaptène et de xanthotoxine. Des hybrides entre la variété filiform et A. graveolens sont créés afin de transférer cette faculté de résistance aux cultivars locaux. Cependant, cette forte concentration d'alcaloïdes cause aussi des dermatites par contact avec la peau.

### Apium prostratum
- (en) Catalogue of Life : Apium prostratum Labill. (consulté le 20 novembre 2022)
- (fr + en) EOL : Apium prostratum Labill. (consulté le 20 novembre 2022)
- (fr + en) GBIF : Apium prostratum Labill. (consulté le 20 novembre 2022)
- (fr) INPN : Apium prostratum Labill., 1800 (TAXREF)  (consulté le 20 novembre 2022)
- (en) IRMNG : Apium prostratum Labill. (consulté le 20 novembre 2022)
- (en) OEPP : Apium prostratum   Thouars   (consulté le 20 novembre 2022)
- (en) Taxonomicon : Apium prostratum Labill. ex Vent. (1804) (consulté le 20 novembre 2022)
- (en) Tropicos :  Apium prostratum    m Vent.   (+ liste sous-taxons) (consulté le 20 novembre 2022)
- (en) World Flora Online :  Apium prostratum   Labill. ex Vent.  (+descriptions) (consulté le 20 novembre 2022)

### Apium australe
- (en) World Flora Online :  Apium australe   Thouars, 1808  (+descriptions) (consulté le 20 novembre 2022)